# L'Improbable Assassin d'Olof Palme
L'Improbable Assassin d'Olof Palme (suédois : Den Osannolika Mördaren) est une série télévisée suédoise diffusée en 2021, écrite par Wilhelm Behrman et Niklas Rockström. 
La série retrace l'assassinat, survenu le 28 février 1986, du Premier Ministre de Suède Olof Palme. Il s'agit d'une adaptation du roman The Unlikely Murderer de Thomas Pettersson, paru en 2018. Partiellement fictif, le scénario reprend la thèse de l'auteur selon laquelle l'assassin serait Stig Engström, un graphiste travaillant pour la société Skandia.
Cette représentation des événements, alors que la culpabilité d'Engström ne peut pas être établie avec certitude, à valu à Netflix un procès en diffamation.

## Synopsis
Le soir du 28 février 1986, le Premier Ministre Olof Palme est abattu en pleine rue par Stig Engström, un graphiste raté travaillant à l'entreprise Skandia. Alors que la police suédoise lance une enquête qui va durer plusieurs décennies, Engström multiplie les apparitions dans les médias et parvient tant bien que mal à induire les enquêteurs en erreur.

## Réception
La série a été saluée « pour ses belles observations sur la fierté masculine devenue toxique » dans The Guardian.
En France, l'hebdomadaire Télérama juge « convaincant » le programme et salue le portrait fait de Stig Engström, « petit-bourgeois rassis et alcoolique de la banlieue ».
En Suède, où l'opinion est encore marquée par la mort d'Olof Palme, la série a fait l'objet d'une controverse en raison du parti-pris de présenter Stig Engström comme l'assassin. Bien que la police l'ait désigné comme le principal suspect, Engström est décédé en 2000, si bien que sa culpabilité ne pourra jamais être prouvée avec certitude. Un message à chaque épisode rappelle cependant que la culpabilité d'Engström n'est pas avérée et que la série est seulement inspirée de faits réels.
L'ancienne épouse de Stieg Engström s'est montrée critique envers la série mais a déclaré ne pas vouloir porter plainte. En revanche, une plainte en diffamation a été déposée par un anonyme à l'encontre de Netflix, l'accusant d'outrepasser les allégations du livre de Pettersson.

## Distribution

### Acteurs principaux
- Robert Gustafsson (VF : Marc Perez) : Stig Engström
- Eva Melander (VF : Anne Plumet) : Margareta Engström
- Peter Andersson (VF : Serge Biavan) : Arne Irvell
- Mikael Persbrandt (VF : Féodor Atkine) : Hans Holmér
- Björn Bengtsson (VF : Gilduin Tissier) : Thomas Pettersson
- Joel Spira (VF : Jérémy Prévost) : Lennart Granström
- Shanti Roney (VF : Marc Maurille) : Pär Häggström
- Torkel Petersson (VF : Laurent Maurel) : Tommy Lindström
- Emil Almén (VF : Stéphane Ronchewski) : Göran Fors
- Magnus Krepper (VF : Pierre Tessier) : Harry Levin
- Cilla Thorell (VF : Catherine Davenier) : Lisbeth Palme
- Peter Viitanen : Olof Palme
- David Andersson (VF : Jonathan Gimbord) : Mårten Palme
- Lia Boysen (VF : Marie-Frédérique Habert) : Gunhild Skandiakollega